# Lucrezia Borgia (opera)
Lucrezia Borgia je opera v dveh dejanjih s prologom Gaetana Donizettija. Italijanski libreto je po drami Lucrezia Borgia Victorja Hugoja spesnil Felice Romani. Libreto je sprva želel uglasbiti Saverio Mercadante, a se je zaradi izjemno kratkega pogodbenega roka do krstne predstave skladanju odpovedal. Besedilo je nato le 40 dni pred iztekom roka prevzel Donizetti. Po številnih zapletih (zahteve sopranistke, upor glasbenikov, cenzura), ki so sledili, je začel pisati glasbo vsega 25 dni pred napovedano premiero. Kljub vsemu je bila krstna predstava nove opere na dogovorjen dan, in sicer 26. decembra 1833 v milanski Scali. 
Opero so kmalu uprizorili v številnih italijanskih in svetovnih opernih gledališčih (London, New Orleans, New York, Filadelfija ...). Ko je bila opera leta 1840 uprizorjena v pariškem gledališču Théâtre des Italiens, je Victor Hugo zaradi avtorskih pravic dosegel prepoved nadaljnjih francoskih produkcij. Libreto so nato prepesnili in ga preimenovali v La rinegata (slov. Odpadnica). Nasploh je imel Donizetti zaradi vsebine veliko težav s cenzuro.

## Zanimivosti
- Urugvajska državna himna (šp. Himno Nacional de Uruguay) vsebuje odlomek iz prologa ("Maffio Orsini, signora so io"). Glasbo je zložil na Madžarskem rojeni skladatelj Francisco José Debali s pomočjo Fernanda Quijana, urugvajskega igralca in glasbenika. Partitura je bila prvič izvedena 19. julija 1845.
- Zaključno kabaleto "Era desso il figlio mio" je Donizetti dodal na vztrajanje priznane sopranistke Henriette Méric-Lalande, ki je na premieri pela v vlogi Lucrezie Borgia. Gre za eno najzahtevnejših arij v celotnem opernem repertoarju, s trili in koloraturnimi pasažami, ki zahtevajo izjemno vokalno prožnost. Donizetti je pozneje odstranil arijo, ker je verjel, da škoduje verodostojnosti konca.

## Osebe
- don Alfonso d'Este, vojvoda Ferrarski - bas
- donna Lukrezia Borgia, vojvodinja, njegova žena - sopran
- Gennaro, mlad plemič v službi beneške republike - tenor
- Maffio Orsini, mlad plemič, Gennarov prijatelj - kontraalt
- Jeppo Liverotto, mlad plemič - tenor
- don Apostolo Gazella, mladi plemič - bas
- Ascanio Petrucci, mladi plemiič - bariton
- Oloferno Vitellozzo, mlad plemič - tenor
- Rustighello, služabnik Don Alfonsa - tenor
- Gubetta, v službi Lukrecije- bas
- Astolfo, v službi Lukrecije - tenor
- vojaki, častniki in plemiči beneške republike, dvorne dame, gondoljerji, bratje kapucini

## Vsebina
Zgodba se dogaja v Benetkah in Ferrari v začetku 16. stoletja.

### Prolog
Palazzo Grimani v Benetkah.
Gennaro s svojimi prijatelji praznuje na osvetljeni terasi, pred katero leži kanal Giudecca. Pogovor prijateljev nanese na Don Alfonsa, vojvodo Ferrarskega, v čigar hišo bodo odpotovali naslednji dan, in na njegovo ženo, zloglasno Lucrezio Borgio. Ko Orsini sliši Lucrezijino ime, pripoveduje, kako je Gennara in njega skrivnostni starec posvaril, naj se pazita nje in celotne družine Borgia ter da bosta umrla skupaj. Gennara Orsinijeva zgodba dolgočasi, zato odtava in zaspi v bližini. Prijatelji se ponovno pridružijo praznovanju, njega pa samega spečega pustijo.
Pojavi se gondola in z nje izstopi maskirana ženska. Z naklonjenostjo opazuje spečega Gennara, počasi se mu približa. Ko poljubi Gennarovo roko, se ta zbudi in takoj ga preseneti njena lepota. Izpove ji ljubezen, vendar priznava, da je edina oseba, ki mu je bližja, njegova mama, ki pa je nikoli ni poznal. Pripoveduje o svojem otroštvu. Kot siroto ga je vzgojil preprost oče ribič. Skrivnostna neznanka, ki je sočutna z njegovo stisko, joka za njim.
Drugi se vrnejo in v neznanki prepoznajo Lucrezio. Na Gennarovo grozo prijatelji naštevajo umrle člane svojih družin, za katere je odgovorna Lucrezia. Sama nato odvrže masko in potrdi identiteto.

### Prvo dejanje
Ferrara.
Vojvoda, ki verjame, da je Gennaro Lucreziin ljubimec, načrtuje njegov umor s svojim služabnikom Rustighellom. Gennaro in njegovi tovariši odidejo iz hiše na zabavo in gredo mimo vojvodove palače z velikim pozlačenim grbom, na katerem je napis Borgia. V želji, da bi pokazali svoj prezir do družine Borgia, Gennaro odstrani začetnico "B", nespodobnen zapis "orgia" (orgija) je viden vsem.
Ko Lucrezia vidi uničen grb, zahteva smrt za storilca, ne da bi vedela, kdo ga je uničil. Vojvoda ukaže, naj Gennara privedejo pred njo, in ga obtoži omadeževanja plemenitega imena Borgia, kar je zločin, ki ga takoj prizna. Zgrožena Lucrezia skuša žalitev opravičiti kot mladostniško potegavščino, toda Don Alfonso obtoži Lucrezio nezvestobe, saj je opazil njeno srečanje z Gennarom v Benetkah. Ona zanika kakršnokoli neprimernost, on pa zahteva ujetnikovo smrt in jo prisili, da izbere način Gennarove usmrtitve. Pretvarjajoč se, da mu oprosti, vojvoda ponudi Gennaru zastrupljen kozarec vina in ta ga izpije. Ko vojvoda odide, Lucrezia Gennaru nemudoma ponudi protistrup. Ko ga pretresen zaužije, ga roti, naj čim prej pobegne iz mesta in stran od njenega moža.

### Drugo dejanje
Palača princese Negroni.
Gennaro se ne ozira na Lucreziin nasvet in se udeleži zabave v palači princese Negroni ter priseže, da se ne bo nikoli ločil od svojega prijatelja Orsinija. Orsini vodi zabavo in veselo nazdravlja, vsi pijejo dobro sirakuško vino. Gostje kmalu na svojo grozo odkrijejo, da so vsa vrata palače zaklenjena. Vstopi Lucrezia in naznani, da jim je v maščevanje za njihove žalitve v Benetkah zastrupila vino in za njihova trupla že pripravila pet krst. Doslej je verjela, da je spričo njenega nasveta Gennaro pobegnil iz Ferrare. Zgrozi se, ko Gennaro stopi pred njo in pove, da je zastrupila tudi šestega. Orsini, Liverotto, Vitellozzo, Petrucci in Gazella padejo mrtvi. Gennaro zgrabi bodalo in v kot maščevanje za prijatelje poskuša zabosti Lucrezio, vendar ga ona ustavi tako, da razkrije, da je v resnici njen sin. Gennaro, sprva zgrožen nad slišanim, pred smrtjo išče tolažbo pri materi, ki je do takrat ni poznal. Mati ga še enkrat prosi, naj popije protistrup, vendar jo tokrat zavrne in se odloči umreti s prijatelji. Alfonso se vrne s celotnim dvorom, veseli smrti svojega "tekmeca", toda Lucrezia mu, preden se onesvesti, pove resnico in izprosi božje maščevanje zase.